# Albânia nos Jogos Olímpicos de Verão de 2008
A Albânia participou dos Jogos Olímpicos de Verão de 2008, em Pequim, na China. O país estreou nos Jogos em 1972 e esta foi sua sexta participação.

## Desempenho

### Atletismo
Masculino
| Atleta         | Evento               | Preliminares | Preliminares | Final       | Final       |
| Atleta         | Evento               | Marca        | Posição      | Marca       | Posição     |
| -------------- | -------------------- | ------------ | ------------ | ----------- | ----------- |
| Dorian Çollaku | Arremesso de martelo | 70.98        | 28º          | Não avançou | Não avançou |

Feminino
| Atleta         | Evento | Preliminares | Preliminares | Semifinal   | Semifinal   | Final       | Final       |
| Atleta         | Evento | Marca        | Posição      | Marca       | Posição     | Marca       | Posição     |
| -------------- | ------ | ------------ | ------------ | ----------- | ----------- | ----------- | ----------- |
| Klodiana Shala | 400 m  | 54.84        | 46º          | Não avançou | Não avançou | Não avançou | Não avançou |

### Halterofilismo
Masculino
| Atleta         | Evento | Arranque (kg) | Arremesso (kg) | Total (kg) | Posição |
| -------------- | ------ | ------------- | -------------- | ---------- | ------- |
| Gert Trasha    | -69kg  | 136,0         | DNF            | DNF        | DNF     |
| Erkand Qerimaj | -77kg  | 154,0         | 187,0          | 341,0      | 13º     |

Feminino
| Atleta       | Evento | Arranque (kg) | Arremesso (kg) | Total (kg) | Posição |
| ------------ | ------ | ------------- | -------------- | ---------- | ------- |
| Romela Begaj | -58kg  | 98,0          | 118,0          | 216,0      | 6º      |

### Judô
Masculino
| Atleta         | Evento | Preliminares           | Fase de 32              | Fase de 16             | Quartas                | Semifinais             | Repescagem             | Repescagem             | Repescagem             | Final                  | Final       |
| Atleta         | Evento | Preliminares           | Fase de 32              | Fase de 16             | Quartas                | Semifinais             | 1ª fase                | Quartas                | Semifinais             | Final                  | Final       |
| Atleta         | Evento | Adversário e resultado | Adversário e resultado  | Adversário e resultado | Adversário e resultado | Adversário e resultado | Adversário e resultado | Adversário e resultado | Adversário e resultado | Adversário e resultado | Pos.        |
| -------------- | ------ | ---------------------- | ----------------------- | ---------------------- | ---------------------- | ---------------------- | ---------------------- | ---------------------- | ---------------------- | ---------------------- | ----------- |
| Edmond Topalli | −81 kg |                        | POR J. Neto D 0000-1001 | Não avançou            | Não avançou            | Não avançou            | Não avançou            | Não avançou            | Não avançou            | Não avançou            | Não avançou |

### Lutas
Masculino
| Atleta         | Evento                 | Oitavas de final                     | Quartas de final               | Semifinal              | Repescagem 1ª rodada   | Repescagem 2ª rodada        | Final                  |
| Atleta         | Evento                 | Adversário e resultado               | Adversário e resultado         | Adversário e resultado | Adversário e resultado | Adversário e resultado      | Adversário e resultado |
| -------------- | ---------------------- | ------------------------------------ | ------------------------------ | ---------------------- | ---------------------- | --------------------------- | ---------------------- |
| Elis Guri      | Greco-romana até 96 kg | EGY K. Gaber Ibrahim V 4-2, 2-1, 1-1 | GER M. Englich D 1-1, 0-6, 1-1 |                        |                        | KOR Han T-Y D 1-1, 1-1, 1-3 | Não avançou            |
| Sahit Prizreni | Livre até 60 kg        | KGZ B. Bazarguruev D 0-1, 0-2        | Não avançou                    | Não avançou            | Não avançou            | Não avançou                 | Não avançou            |

### Natação
Masculino
| Atleta      | Evento     | Eliminatórias | Eliminatórias | Semifinal   | Semifinal   | Final       | Final       |
| Atleta      | Evento     | Tempo         | Posição       | Tempo       | Posição     | Tempo       | Posição     |
| ----------- | ---------- | ------------- | ------------- | ----------- | ----------- | ----------- | ----------- |
| Sidni Hoxha | 50 m livre | 24.56         | 63º           | Não avançou | Não avançou | Não avançou | Não avançou |

Feminino
| Atleta       | Evento     | Eliminatórias | Eliminatórias | Semifinal   | Semifinal   | Final       | Final       |
| Atleta       | Evento     | Tempo         | Posição       | Tempo       | Posição     | Tempo       | Posição     |
| ------------ | ---------- | ------------- | ------------- | ----------- | ----------- | ----------- | ----------- |
| Rovena Marku | 50 m livre | 28.15         | 58º           | Não avançou | Não avançou | Não avançou | Não avançou |

### Tiro
Feminino
| Atleta        | Evento                | Qualificação | Qualificação | Final       | Final       | Posição |
| Atleta        | Evento                | Placar       | Posição      | Placar      | Total       | Posição |
| ------------- | --------------------- | ------------ | ------------ | ----------- | ----------- | ------- |
| Lindita Kodra | Pistola de ar de 10 m | 370          | 40º          | Não avançou | Não avançou | 40º     |
| Lindita Kodra | Pistola 25 m          | 570          | 35º          | Não avançou | Não avançou | 35º     |